# C.V. Jørgensen (dokumentarfilm)
C.V. Jørgensen er en dansk dokumentarfilm fra 1978 instrueret af Lasse Lunderskov.